# Drahtseilakt (Redewendung)

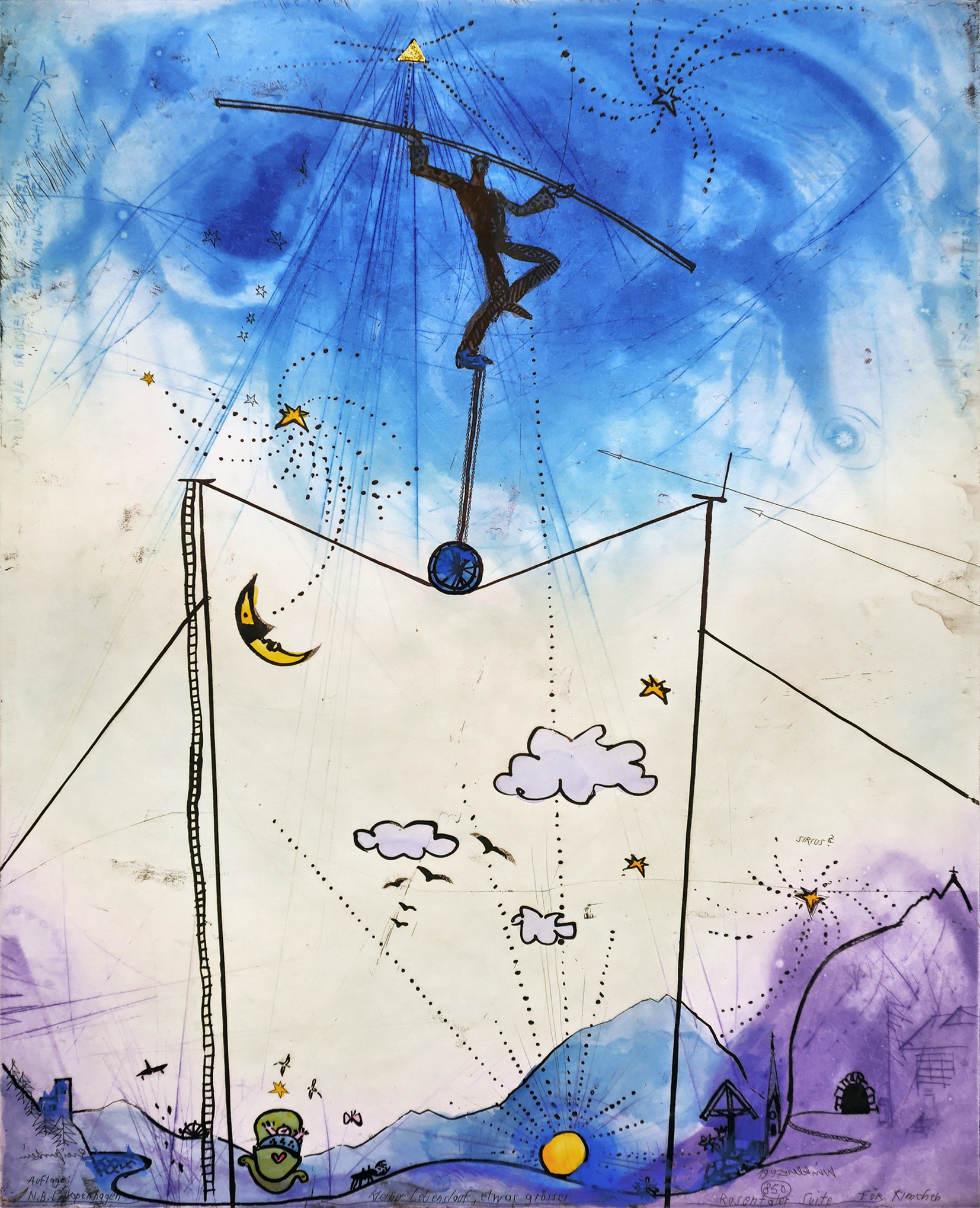
Adi Holzer: Lebenslauf (1997). Adi Holzer vergleicht das Leben mit dem ausbalancierten Drahtseilakt eines Seiltänzers.

Im allgemeinen Sprachgebrauch bedeutet die Redewendung einen Drahtseilakt vollführen ein gefährliches oder schwieriges Unterfangen, bei dem der Durchführende die Balance zwischen zwei Gegensätzen behalten muss.

## Verwendung
Der Begriff findet häufig Verwendung in der Politik, wenn ein Politiker oder die Politik eines Landes sich auf diplomatische Art und Weise in Wort und Handlung balancierend behaupten soll, ohne einen ihrer Unterstützer/Nachbarstaaten etc. zu verletzen und damit die Grundlage der Regierungsfähigkeit entzogen zu bekommen.

## Herkunft
Der Begriff bezieht sich auf die Situation eines Seiltänzers, der auf einem Drahtseil balanciert und Gefahr läuft, nach jeder Seite hin abzustürzen, wenn er unvorsichtig ist. 